# Samà-ad-Dawla
Samà-ad-Dawla fou emir buwàyhida de Hamadan, fill i successor de Xams-ad-Dawla.
El seu pare va morir el 1022 i el va succeir, però només menys de dos anys després va perdre Hamadan davant Ala al-Dawla Abu Djafar Muhammad d'Esfahan (fundador de la dinastia Kakúyida). El notable ministre, metge i filòsof Ibn Sina, que havia servit a Xams-ad-Dawla i Samà-ad-Dawla va passar al servei del nou conqueridor.